# Радиоэлектроника
Радиоэлектроника — область науки и техники, охватывающая теорию, методы создания и использования устройств для передачи, приёма и преобразования информации с помощью электромагнитной энергии.
Термин появился в 50-х годах XX века. 
Радиоэлектроника охватывает 
радиотехнику и 
электронику, в том числе полупроводниковую электронику, микроэлектронику, 
квантовую электронику, 
хемотронику, 
оптоэлектронику, 
акустоэлектронику 
и пр. 
Данная область с одной стороны тесно связана с радиофизикой, физикой твёрдого тела, оптикой и механикой, а с другой — с электротехникой, автоматикой, телемеханикой и вычислительной техникой.
Методы и средства радиоэлектроники находят широкое применение в радиосвязи, системах дистанционного управления, радионавигации, автоматике, радиолокации, в бытовой, военной, космической, вычислительной техниках и др.
Область использования радиоэлектроники непрерывно расширяется, проникая в экономику, промышленность, сельское хозяйство, медицину, транспорт и другие сферы человеческой деятельности.